# Grillkuckuck
Der Grillkuckuck (Centropus grillii) ist ein Vogel aus der Gattung der Spornkuckucke (Centropus).
Früher wurde die Art mitunter als konspezifisch mit dem Tulukuckuck (Centropus toulou) angesehen, unterscheidet sich jedoch durch den Ruf, sowie auch mit dem Bengalenkuckuck (Centropus bengalensis), unterscheidet sich aber im Aussehen.
Der Vogel kommt in Subsahara-Afrika vor von Senegal, Gambia und der Elfenbeinküste über Kamerun, Gabun östlich bis Äthiopien und Kenia, südlich über das Kongobecken bis Angola, Nordnamibia, Nordbotswana, Sambia, Malawi, Simbabwe, Mosambik bis Nordosten Südafrikas. Er ist Standvogel in Regionen, in denen stets frisches Wasser verfügbar ist, in anderen intra-afrikanischer Zugvogel während der Regenzeit in trockeneres Grasland.
Der Lebensraum umfasst mit hohem Gras und Schilf bewachsene Lebensräume, Flusstäler und saisonal überschwemmte oder in Sumpfnähe gelegene Grasflächen bis 2700 m Höhe.
Der Artzusatz bezieht sich auf den schwedischen Ornithologen Johan Wilhelm Grill (1815–1864).

## Merkmale
Diese Art ist 30 bis 34 cm groß und wiegt etwa 151 g. bzw. 35 bis 38 cm und 95–150 g. Es handelt sich also um den kleinsten und dunkel gefiederten Spornkuckuck, dunkler als der jugendliche Spornkuckuck (Centropus senegalensis), auch sind die Flügel satter kastanienfarben.
Das Männchen hat im Brutkleid einen komplett schwarzen Kopf, Nacken bis Mantel, Kehle, Brust bis Unterseite, die Flügel sind abgesetzt einfarbig hell kastanienbraun. Der Schwanz ist glänzend schwarz, die Iris dunkelbraun, Schnabel und Beine sind schwarz.
Im Schlichtkleid ist die Art gelbbraun bis dunkelbraun, kräftig schwärzlich auf Flügel, Rücken und Schwanz gebändert, Scheitel und Mantel sind gelbbraun gestrichelt, ein Überaugenstreif ist nicht deutlich abgegrenzt, die Unterseite ist gefleckt bräunlich. Die Schnabeloberseite ist braun, der Unterschnabel bläulich-grau. Das Weibchen ist größer. Jungvögel sind durchgehend stärker gebändert auch auf Scheitel und Stirn, die Iris und die Beine sind blaugrau. Sie unterscheiden sich vom Weißbrauenkuckuck (Centropus superciliosus) durch den fehlenden Überaugenstreif.
Die Art ist monotypisch. Die vorgeschlagenen Unterarten (Centropus caeruleiceps) in Südäthiopien und (Centropus wahlbergi) im Nordosten Südafrikas werden als ununterscheidbar betrachtet.

## Stimme
Der Ruf des Männchens wird als hohl klingendes, regelmäßiges „kuk-uk kuk-uk“ beschrieben, das im Zweisekundenabstand wiederholt wird., auch als rascher wiederholtes „hoo-hoo“, der Gesang erinnert an blubberndes Wasser, höher in der Tonlage als bei anderen Spornkuckucken ohne am Ende höher zu werden.
Das Weibchen ruft ein monotones, wiederholtes „pop-op“, gegenüber dem Weißbrauenkuckuck (Centropus superciliosus) höher und schneller.

## Lebensweise
Die Nahrung besteht aus Insekten, Spinnentieren, Echsen, Wirbellose und Pflanzensamen. Die Art lebt teils monogam, teils polyandrisch. Die Brutzeit liegt in der Regenzeit mit hohem Grasstand, zwischen April und Juli an den Küsten Ghanas, zwischen Juli und August im übrigen Ghana und in Nigeria, zwischen Dezember und Februar in Tansania und Simbabwe, zwischen Januar und Mai in Malawi. Das Nest ist eine tiefe, gut im tiefen Gras versteckte Schale 20 – 40 cm über dem Erdboden und wird vom Männchen gebaut, das Gelege besteht aus 2 bis 6 Eiern. Das Männchen brütet und versorgt auch die Küken.

## Gefährdungssituation
Der Bestand gilt als nicht gefährdet (Least Concern).